# Paternò
Paternò település Olaszországban, Szicília régióban, Catania megyében. Lakosainak száma 45 162 fő (2023. január 1.). Paternò Biancavilla, Catenanuova, Ragalna, Santa Maria di Licodia, Belpasso, Centuripe, Ramacca és Castel di Iudica községekkel határos.

## Népesség
A település lakossága az elmúlt években az alábbi módon változott:
| Lakosok száma | 48 034 | 47 827 | 45 162 |
|               | 2017   | 2018   | 2023   |